# South of the Equator
South of the Equator er en amerikansk stumfilm fra 1924 instrueret af William James Craft.

## Medvirkende
- Kenneth MacDonald som John Dunlap
- Virginia Warwick som Clara Montavlo
- Gino Corrado som Montavlo
- Martin Turner
- Alphonse Martell
- Robert Barnes